# Siegfried I van Mainz
Siegfried I van Mainz (? - 16 februari 1084) was van 25 december 1058 tot 6 januari 1060 de abt van de abdij van Fulda, en van januari 1060 tot aan zijn dood in februari 1084 aartsbisschop van Mainz.

## Familie
Siegfried was een lid van de Frankische familie van de Reginbodonen uit het Rijnland. Zijn vader, ook Siegfried genaamd, was graaf van de Königssondergau. Graaf Siegfried werd opgevolgd door zijn zoon Udalric, die van 1052 tot 1074 graaf van de Königssondergau en landvoogd (advocatus) van de diocesane kerk van Mainz was.

## Carrière in de kerk
Siegfried werd in de abdij van Fulda  opgeleid en trad er in als monnik. Op 25 december 1058 werd hij tot abt van Fulda benoemd en op 6 januari 1060 benoemde keizerin Agnes hem tot aartsbisschop van Mainz. In het voorjaar van 1062 mengde hij zich mee in de wereldlijke politiek door zich aan te sluiten bij de factie rond zijn collega Anno II van Keulen, die met geweld de controle over het regentschap van de jonge koning Hendrik IV overnam met de zogenaamde staatsgreep van Kaiserswerth. Desalniettemin zou Siegfried nooit de politieke invloed van Anno II of Adalbert van Bremen blijven en eerder tweede viool spelen.
In de winter van 1064-1065, nam hij deel aan de Grote Duitse pelgrimstocht naar Jeruzalem. In 1069 zat hij de bijeenkomst te Worms voor, tijdens dewelke Hendrik IV zijn voornemen aankondigde zijn vrouw Bertha te verstoten. Siegfried schreef daarop een brief aan paus Alexander II om hulp te vragen bij de zaak. In 1070 ondernam hij een pelgrimstocht naar Rome om de instemming van paus Alexander II te vinden om zijn titel neer te leggen en af te treden, maar de paus weigerde hem. In 1071 stichtte hij samen met Anno II van Keulen een Benedictijnerklooster in Saalfeld.
In 1072 verbleef hij tijdelijk, onder het mom van een pelgrimstocht naar Santiago de Compostella, in Cluny, waar hij de abt Hugo van Cluny ontmoette. De inwoners van Mainz eisten echter zijn terugkeer voordat hij Spanje kon bereiken. Na zijn terugkeer begon hij geestdriftig met de ideeën van de Cluniasenzer hervormingsbeweging in zijn bisdom door te voeren. Daarom stichtte hij onder andere in 1074 de kloosters van Ravengiersburg en Hasungen.
Siegfried koos aanvankelijk de kant van Hendrik IV in de Investituurstrijd tussen het Heilige Roomse keizer en de rooms-katholieke paus. Hij was een van de Duitse bisschoppen die in 1076 paus Gregorius VII probeerden af te zetten. Toch zou Siegfried later datzelfde jaar, nadat Gregorius VII koning Hendrik IV had geëxcommuniceerd, een draai van 180 graden maken en in oktober 1076 tijdens een algemene vergadering van Duitse aristocraten in Tribur, deelnemen aan de verkiezing van een tegenkoning, waarbij hij de adel steunde in hun verzet tegen de keizer in de burgeroorlog die de geschiedenis inging als de Grote Saksische Opstand. Vervolgens werd Siegfried door de verontwaardigde koningsgezinde burgerij uit zijn diocese verdreven die in opstand kwamen tegen zijn heerschappij. Desalniettemin kroonde hij op 25 maart 1077 hertog Rudolf van Rheinfelden, de schoonbroer van Hendrik IV, tot tegenkoning, omdat de geallieerde rebellen waarvan hij deel uitmaakte het militaire prestige en de macht van een koning nodig hadden als tegengewicht voor de macht van de gevestigde monarch omwille van diens toenaderingspogingen met de paus. Op 26 december 1081 kroonde hij Herman van Salm tot tweede tegenkoning te Goslar. Vanaf 1081 onthield hij zich van elke betrokkenheid in publieke zaken tot aan zijn overlijden in Hasungen, waar hij werd begraven.